# Quenstedtite
La quenstedtite est un minéral rare de la classe des sulfates. Il a été nommé en 1889 en l'honneur du minéralogiste et paléontologiste allemand Friedrich August von Quenstedt (1809-1889).

## Classification
Selon la classification de Nickel-Strunz, la quenstedtite appartient à "07.CB: Sulfates (séléniates, etc.) sans anions additionnels, avec H2O, avec des cations de taille moyenne", avec les minéraux suivants : dwornikite, gunningite, kiesérite, poitevinite, szmikite, szomolnokite, cobaltkiesérite, sandérite, bonattite, aplowite, boyléite, ilésite, rozénite, starkeyite, drobecite, cranswickite, chalcanthite, jôkokuite, pentahydrite, sidérotile, bianchite, chvaleticéite, ferrohexahydrite, hexahydrite, moorhouséite, nickelhexahydrite, retgersite, biebérite, boothite, mallardite, mélantérite, zinc-mélantérite, alpersite, epsomite, goslarite, morénosite, alunogène, méta-alunogène, aluminocoquimbite, coquimbite, paracoquimbite, rhomboclase, kornélite, lausénite, lishizhénite, römerite, ransomite, apjohnite, bilinite, dietrichite, halotrichite, pickeringite, redingtonite, wupatkiite et méridianiite.